# Julia Ratcliffe
Julia Susan Ratcliffe (* 14. Juli 1993 in Hamilton) ist eine neuseeländische Leichtathletin, die sich auf den Hammerwurf spezialisiert hat. Zu ihren größten Erfolgen zählt der Sieg bei den Commonwealth Games 2018 sowie dem Titel bei den Ozeanienmeisterschaften 2019.

## Sportliche Laufbahn
Erste internationale Erfahrungen sammelte Julia Ratcliffe bei den Jugendweltmeisterschaften 2009 in Brixen, bei denen sie mit einer Weite von 51,62 m im Finale den zehnten Platz belegte. Im Jahr darauf nahm sie an den erstmals ausgetragenen Olympischen Jugendspielen in Singapur teil und gewann mit 50,49 m die Silbermedaille. 2012 belegte sie bei den Juniorenweltmeisterschaften in Barcelona mit einem Wurf auf 67,00 m Rang vier und 2013 erreichte sie bei der Sommer-Universiade in Kasan mit 65,17 m den sechsten Platz. Im Jahr darauf nahm sie erstmals an den Commonwealth Games in Glasgow teil und gewann dort mit 69,96 m die Silbermedaille hinter der Kanadierin Sultana Frizell. 2015 nahm sie erneut an den Studentenweltspielen in Gwangju teil und gewann dort mit einer Weite von 67,54 m die Bronzemedaille hinter der Aserbaidschanerin Hanna Skydan und Joanna Fiodorow aus Polen.
2017 qualifizierte sie sich erstmals für die Weltmeisterschaften in London, bei denen sie mit 64,72 m in der Vorrunde ausschied. Kurz darauf belegte sie bei der Sommer-Universiade in Taipeh mit 61,39 m den elften Platz. 2018 nahm sie erneut an den Commonwealth Games im australischen Gold Coast teil und siegte dort mit einem Wurf auf 69,94 m. Im Jahr darauf siegte sie mit neuem Kontinentalrekord von 71,39 m bei den Ozeanienmeisterschaften in Townsville und erhielt damit ein Startrecht bei den Weltmeisterschaften in Doha, bei denen sie mit 70,45 m in der Qualifikation ausschied. Am 26. März 2021 stellte Ratcliffe bei den Neuseeländischen Meisterschaften in Hastings mit 73,55 m einen Landes- und Ozeanienrekord auf. Anfang August nahm sie an den Olympischen Sommerspielen in Tokio teil und belegte dort mit 72,69 m im Finale den neunten Platz.
2022 schied sie bei den Weltmeisterschaften in Eugene mit 69,96 m in der Qualifikationsrunde aus und gewann anschließend bei den Commonwealth Games in Birmingham mit 69,63 m die Silbermedaille hinter der Kanadierin Camryn Rogers.
In den Jahren 2011 und 2012 sowie 2016, 2018 und 2021 wurde Ratcliffe neuseeländische Meisterin im Hammerwurf. Sie absolvierte ein Studium an der Princeton University.